# Kościół św. Jadwigi w Raciborzu
Kościół św. Jadwigi – zabytkowy, neogotycki kościół parafialny parafii św. Jadwigi położony w Raciborzu-Markowicach. Został wybudowany w latach 1874–1877 w miejsce dawnej drewnianej świątyni.

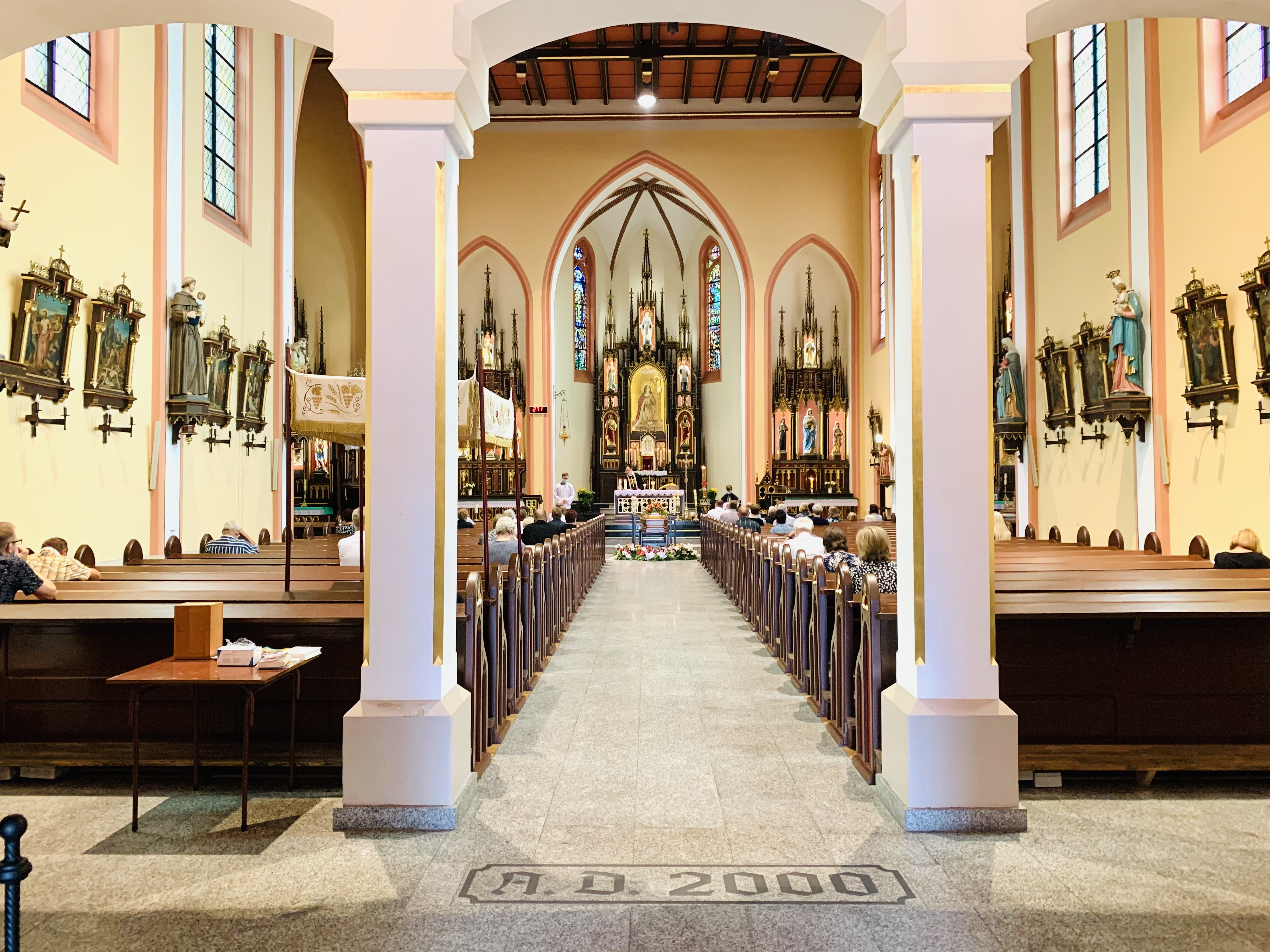
Nawa kościoła

Pierwsza drewniana świątynia w Markowicach istniała już w 1247 roku, gdyż wtedy to erygowano tamtejszą parafię. Wielkość budowli nie jest znana. Istnienie drewnianego kościoła parafialnego w Markowicach potwierdzają dane o archidiakonacie opolskim pochodzące z 1447 roku. W 1623 roku po tym, jak poprzedni kościół uległ pożarowi, w jego miejsce wybudowano nową, również drewnianą świątynię. Była to budowla zrębowa, orientowana z wysokimi dachami krytymi gontem. Posiadała wieżę o kwadratowym rzucie, zwężającą się ku górze i zakończoną szpiczastym dachem. W górnej części, na wysokości szczytu dachu nawy głównej, w miejscu zawieszenia dzwonów wieża była szersza. Nawa była kwadratowa, z niewielką wieżą z sygnaturką na jej dachu. Za nawą znajdowało się dłuższe od niej prezbiterium, do którego od strony północnej przylegała zakrystia.
W latach 1874–1877, dzięki inicjatywie ówczesnego proboszcza parafii, Teodora Neumanna, w miejsce drewnianej świątyni wybudowano nowy, murowany kościół. Nową budowlę wybudowano w stylu neogotyckim, na kształcie krzyża z nawą poprzeczną krytą stropem, do której dobudowano niższe, pięcioboczne, sklepione prezbiterium. Od strony zachodniej wybudowano smukłą wieżę z portalem, ostrołukowymi oknami z maswerkami, balustradą w górnej części i ośmiobocznym szczytem zakończonym ostrosłupowym, blaszanym hełmem. Mimo zakończenia prac w roku 1877, konsekracji kościoła dokonano dopiero sześć lat później. W roku 1945, z powodu działań wojennych kościół poważnie ucierpiał. 11 lutego 2008 roku obiekt wpisano do rejestru zabytków.